# Стадион Абдулла бин Халиф
Стадион Абдулла бин Халиф (араб. استاد عبد الله بن خليفة‎) — футбольный стадион в Дохе, построенный в 2013 году. Это домашняя арена футбольного клуба Аль-Духаиль. На этом спортивном сооружении состоялись матчи Кубка Азии по футболу 2023 года.

## История
Строительство стадиона было начато в 2011 году и полностью завершено к февралю 2013 года. Первый этап был завершен в мае 2012 года. Стадион был официально открыт 15 февраля 2013 года, а первый матч на стадионе состоялся в рамках Лиги звёзд Катара, в котором хозяева поля встречались с командой «Аль-Хор».
Официальная вместимость составляет 10 000 человек. Стадион расположен на территории комплекса сил внутренней безопасности в районе Духайл столицы Катара.
Вход зрителей обеспечивается через 25 ворот по всему стадиону.

## События
Стадион принял девять матчей во время 24-го Кубка Арабских государств Персидского залива, в том числе и финал между Бахрейном и Саудовской Аравией (1:0). В январе-феврале 2024 года на данной арене состоялись матчи Кубка Азии 2023 года.